# Біла криниця (Черкаська область)
Біла криниця — гідрологічна пам'ятка природи місцевого значення. Об'єкт розташований на території Черкаського району Черкаської області, в адмінмежах Ротмістрівської сільської громади.
Площа — 0,02 га, статус отриманий у 2007 році.